# Вэньчжоу Баолун
«Вэньчжоу Баолун» (кит. 温州葆隆) или «Вэньчжоу Провенса» — бывший китайский футбольный клуб из провинции Чжэцзян, город Вэньчжоу, выступавший в третьей по значимости китайской лиге. Домашней ареной клуба являлся стадион Спортивный центр Вэньчжоу вместимостью 20,000 человек.

## История клуба
Футбольный клуб «Вэньчжоу Минжи» был создан в марте 2007 года. На первом этапе команду поддерживали 17 производителей из различных местных отраслей. Был также установлен порог для входа в число спонсоров, что привело к развитию данного проекта в китайском футболе. Главным тренером в 2007–2008 был Цай Шэн, а часть игроков пришла из Уханя, команды третьего дивизиона «Ухань Яци». С сезона 2008 года команда принимал участие в розыгрыше второй лиги Китая по футболу. В июле 2009 года главным тренером стал бывший игрок национальной сборной Чжан Юйнин, который до этого был ассистентом. В январе 2010 года в команду инвестировал большую сумму Чэнь Вэньда, который привёл нового главного тренера, им стал Хуан Сяндун, а команда была переименована в «Вэньчжоу Баолун». В 2011 году соглашение о стратегическом сотрудничестве было заключено между спортивным бюро провинции Чжэцзян и «Ханчжоу Гринтаун», а игроки, не проходившие в состав и молодёжь была отправлена для получения игровой практики в низшие дивизионы. К 2013 году команда вновь стала выступать под названием «Вэньчжоу Баолун».

## Изменение названия
- апрель 2007 – январь 2010 Вэньчжоу Туморроу или Вэньчжоу Минжи (温州明日)
- январь 2010 – 2011 Вэньчжоу Провенса или Вэньчжоу Баолун (温州葆隆)